# Przypadek 39
Przypadek 39 (tytuł oryg. Case 39) – amerykańsko-kanadyjski film fabularny (horror) z 2009 roku w reżyserii Christiana Alvarta.